# Туфта
Туфта́ — слово из уголовного жаргона, означающее видимость деятельности, приписки с целью увеличить паёк и зарплату в исправительно-трудовых учреждениях в СССР. Впоследствии вошло в речь как определение ненастоящего, поддельного.

## Этимология

### ТУФТ (Техника Учета Фиктивного Труда)
Происхождение слова «туфта», «ТУФТ» (техника учета фиктивного труда) связывают с практикой первого советского исправительно-трудового лагеря на Соловках. Когда заключённые, чтобы перевыполнить норму и предотвратить её повышение, имитировали работу, это вызвало к жизни жаргонное «гнать туфту»: не работать, а только делать вид.
Поскольку система ИТЛ в плане организации моральных стимулов не отличалась от производства на «воле», творческую инициативу и энтузиазм поощряли также среди заключённых: они так же боролись за переходящие Красные знамёна, занесение имён на доску почёта, участвовали в движении ударников. В исправительно-трудовых учреждениях книжка ударника позволяла получать дополнительное питание, отправлять 3-4 письма в месяц вместо одного, а также переводить семьям до 50 % получаемых денежных премий.
Премирование труда ударников было закреплено Положением об исправительно-трудовых лагерях, принятом СНК СССР 7 апреля 1930 г. Бригады, систематически превышавшие рабочие задания на 20 % и более, становились ударными и получали дополнительные премии.
Хотя экономические службы должны были следить за обоснованностью норм и эффективностью труда, в погоне за высокими результатами в лагере распространились приписки, «туфта». В ответ на это 1 августа 1933 г. был принят новый Исправительно-трудовой кодекс, разрешивший на премирование отчислять не более 5 % от производственного дохода лагеря. Более точно стали применяться зачёты отбытого срока наказания: по первой категории труда 4 дня срока за 3 дня работы, а по второй — 5 дней срока за 4 дня работы. «Особо продуктивная работа» поощрялась «путем зачёта двух дней за три дня срока, а на особо важных работах — одного дня работы за два дня срока».

### Синоним плохого качества
В других источниках происхождение слова «туфта» связывается с «туфом» — дублиром для сукна, который носил вспомогательную функцию и быстро истирался. Из-за недолговечности туфа со временем всё некачественное стали называть туфтой.

### Картёжное
«Туфтой» в уголовной среде также называли игру в карты на интерес, а не на деньги, так как такая игра не приносила настоящего азарта.

## Борьба с приписками
«Отдельные слова жаргона уголовного элемента в лагерях начинают принимать права гражданства. Такие слова как „туфта“, „блат“, „филон“ и т. п. становятся словами общеупотребительными, не изгоняемыми даже из официальной переписки докладов, и т. д., — отмечалось в приказе № 50 по строительству канала Москва-Волга и Управлению Дмитлага ОГПУ. от 15 апреля 1933 г. — Введение в практику таких слов, как „туфта“, „блат“ и т. п. является следствием того, что явления ими определяемые, стали обычными. …При правильной квалификации явлений, при квалификации, например, „туфта“ как „очковтирательство“, „дача заведомо ложных сведений“ и т. п., „блата“ — как „взятка“, „использование служебного положения“ и т. п., на них сразу же было бы обращено необходимое внимание и были бы приняты соответствующие меры воздействия как административного, так и общественного… Лагерникам… должно быть внушено, что одним допущением этих слов они занимаются укрывательством ряда вредительских актов, со всеми вытекающими отсюда последствиями. Ответственные работники … должны понять, что изгнание указанных слов из обихода является необходимым для того, чтобы сами явления ими определяемые не могли бы в лагере иметь место. В частности, не оправданную разницу, которая будет получаться между ежедневными оперативными данными по земляным работам и данными контрольных инструментальных обмеров, в дальнейшем надлежит квалифицировать как заведомо ложные сведения».
Историк В. А. Бердинских указывает, что стремление «зарядить туфту» − сделать работу лишь для видимости, некачественно, представить ложный отчет о выполнении плана — пронизывало деятельность ГУЛАГа сверху донизу, поскольку руководство, желая скрыть невыполнение плана, сознательно шло на массовые приписки, а заключённые хотели получить полный паек и досрочное освобождение.